# Parpaner Weisshorn
Parpaner Weisshorn är en bergstopp i Schweiz.   Den ligger i regionen Plessur och kantonen Graubünden, i den östra delen av landet, 170 km öster om huvudstaden Bern. Toppen på Parpaner Weisshorn är 2 824 meter över havet, eller 212 meter över den omgivande terrängen. Bredden vid basen är 1,7 km.
Terrängen runt Parpaner Weisshorn är huvudsakligen bergig, men den allra närmaste omgivningen är kuperad. Närmaste större samhälle är Chur, 11,6 km nordväst om Parpaner Weisshorn. 
Trakten runt Parpaner Weisshorn består i huvudsak av gräsmarker. Runt Parpaner Weisshorn är det glesbefolkat, med 16 invånare per kvadratkilometer.